# Velká Buková
Pour les articles homonymes, voir Buková.
Velká Buková (en allemand : Groß Buchen) est une commune du district de Rakovník, dans la région de Bohême-Centrale, en République tchèque. Sa population s'élevait à 283 habitants en 2020.

## Géographie
Velká Buková se trouve à 12 km au sud-est de Rakovník et à 43 km à l'ouest-sud-ouest de Prague.
La commune est limitée par Pustověty au nord, par Městečko au nord-est, par Křivoklát à l'est, par Roztoky, Branov et Nezabudice au sud, et par Pavlíkov, Všetaty et Lašovice à l'ouest.

## Histoire
La première mention écrite de la localité date de 1386.

## Administration
La commune se compose de trois quartiers :
- Velká Buková
- Kalubice
- Malá Buková

## Transports
Par la route, Velká Buková se trouve à 16 km de Rakovník et à 62 km du centre de Prague.